# Oculina profunda
Oculina profunda är en korallart som beskrevs av Stephen D. Cairns 1991. Oculina profunda ingår i släktet Oculina och familjen Oculinidae. Inga underarter finns listade i Catalogue of Life.